# 川含笑
川含笑（学名：Michelia szechuanica）为木兰科含笑属下的一个种。